# Marianne Houtkamp

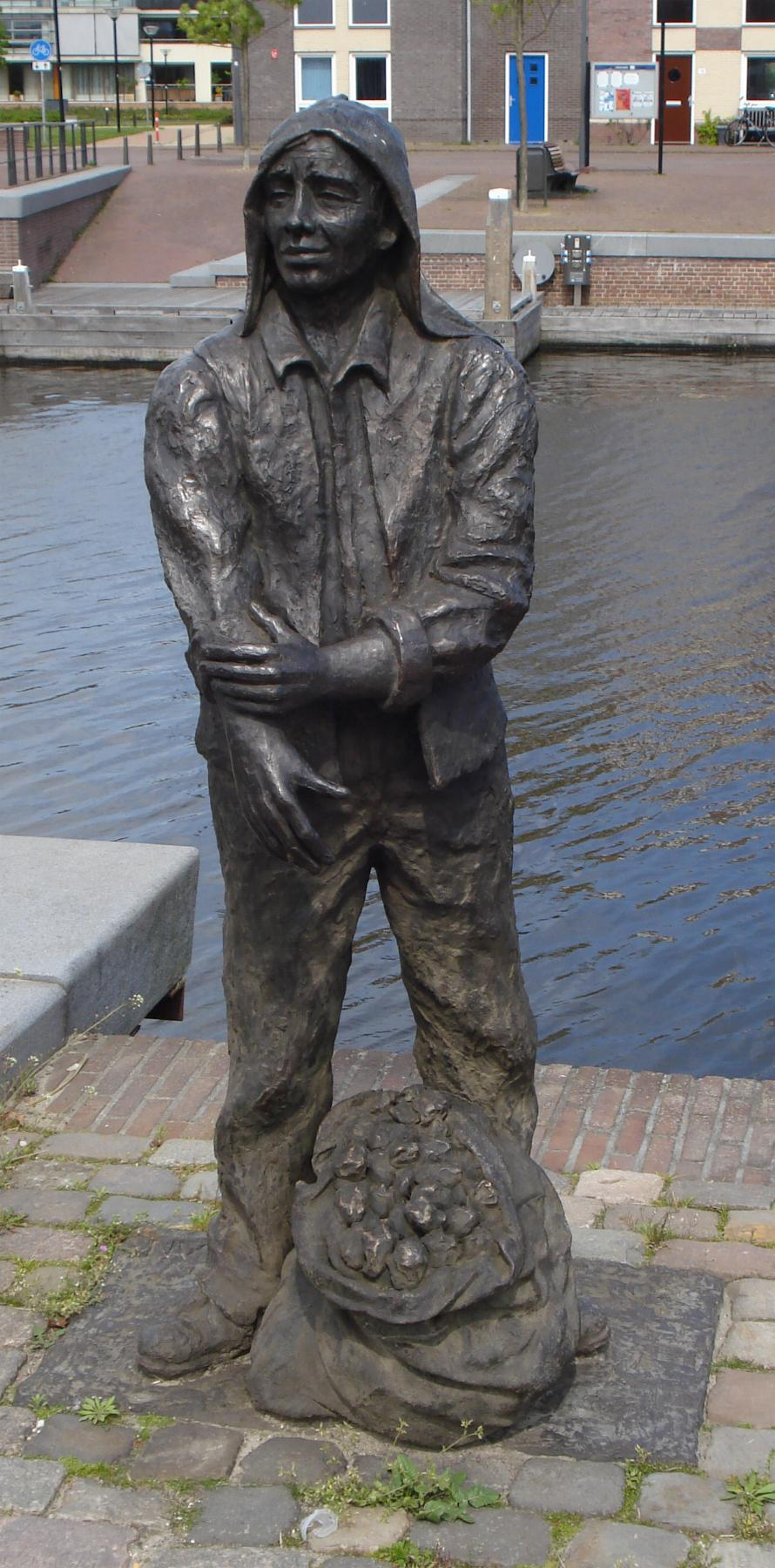
De Sassiaan (2004), Amersfoort, Kleine Koppel.

Marianne Houtkamp (Amsterdam, 16 augustus 1948) is een Nederlandse beeldhouwster.

## Leven en werk
Na haar opleiding van 1965 tot 1982 begon Houtkamp in 1988 met het vervaardigen van bronzen beelden. Vanaf het begin werkt zij met de "verloren was"-techniek. Al snel bleek haar voorkeur om vrouwen van nomadische volkeren uit te beelden, zoals de Masai en Samburu uit Kenia, de Wodaabe uit Niger, de Himba uit Namibië, de Toeareg uit de woestijnen van Noord Afrika en de Chamula uit Mexico. In de loop der jaren werd zij bekender en voerde ze opdrachten uit voor nationale en internationale instellingen en organisaties. Met haar werk ondersteunt zij de Stichting Watoto Samburu (Kinderen van de Samburu) die zij met haar man oprichtte.

## Werken in de openbare ruimte (selectie)

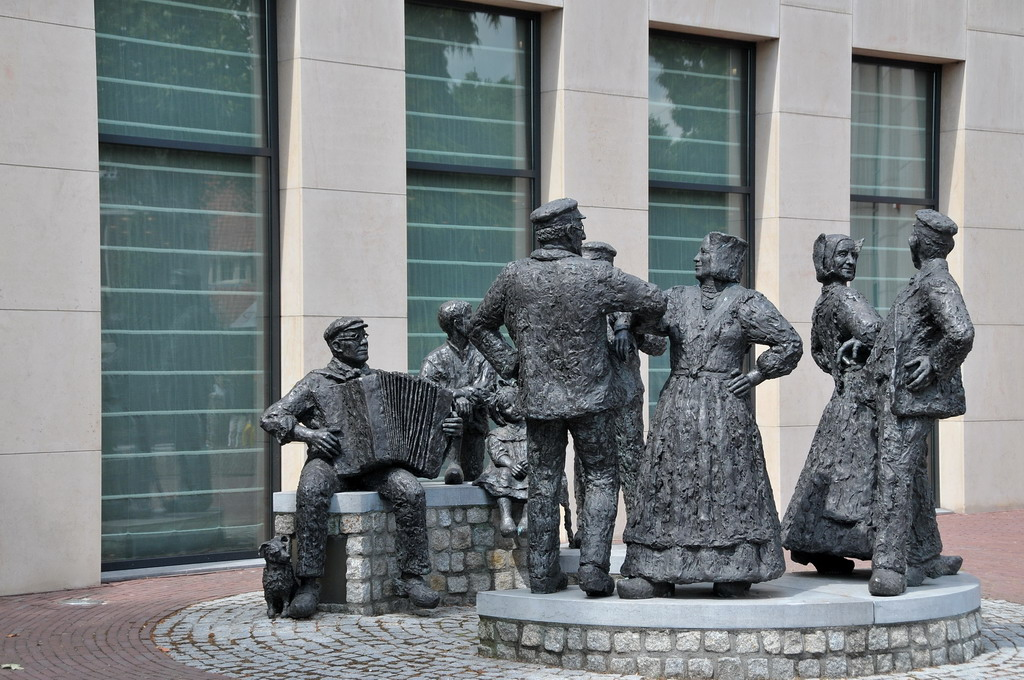
De Klepperman van Elleven. Beeldengroep van 8 dansers, naar voorbeeld van de Larense folkloristische dansgroep "De Klepperman van Elleven". Vóór de Rabobank, Burgemeester van Nispenstraat, Laren.

| locatie                   | titel/omschrijving                | materiaal | jaar |
| ------------------------- | --------------------------------- | --------- | ---- |
| Laren                     | Klepperman van Elleven            | brons     | 1997 |
| Utrecht                   | Olympic Committee NOC – NSF       | brons     | 2003 |
| Rijswijk                  | Rode Kruis, Mappa Mundo House     | brons     | 2003 |
| Sanary sur Mer, Frankrijk | Sunset I en II                    | brons     | 2004 |
| Rome, Italië              | Schoolboy                         | brons     | 2004 |
| Amersfoort                | De Sassiaan                       | brons     | 2004 |
| Huizen                    | Samen naar de toekomst            | brons     | 2005 |
| Kopenhagen, Denemarken    | Bright Future, World Food Program | brons     | 2006 |
| Emmeloord                 | Groenteman                        | brons     | 2010 |
| Amsterdam                 | Marktkraam                        | brons     | 2012 |

## Exposities
| plaats                              | locatie               | jaar       |
| ----------------------------------- | --------------------- | ---------- |
| Laren                               | Singer Museum         | 1993       |
| Lisse                               | Keukenhof             | 1996       |
| Düsseldorf, Duitsland               | EP Gallery            | 1997       |
| Oslo, Noorwegen                     | Galleri Arctandria    | 1998-heden |
| Cannes, Frankrijk                   | Salon des belles Arts | 2000       |
| Parijs, Frankrijk                   | Art Club Paris        | 2004-heden |
| Amsterdam                           | Miljonairs Fair       | 2006       |
| New York, Verenigde Staten          | Galerie Elisees       | 2007       |
| Davos, Zwitserland                  | Financial Centre      | 2007       |
| Dubai, Verenigde Arabische Emiraten | Cuadro Art            | 2007-2012  |
| Rotterdam                           | Primavera Art Fair    | 2011       |

- RKD-Nederlands Instituut voor Kunstgeschiedenis: 89126